# Município de Madison (condado de Jackson, Ohio)
O município de Madison (em inglês: Madison Township) é um município localizado no condado de Jackson no estado estadounidense de Ohio. No ano de 2010 tinha uma população de 2.188 habitantes e uma densidade populacional de 18,6 pessoas por km².

## Geografia
O município de Madison encontra-se localizado nas coordenadas 38° 53′ 25″ N, 82° 30′ 09″ O. Segundo a Departamento do Censo dos Estados Unidos, o município tem uma superfície total de 117.62 km², da qual 117,31 km² correspondem a terra firme e (0,26 %) 0,3 km² é água.

## Demografia
Segundo o censo de 2010, tinha 2.188 habitantes residindo no município de Madison. A densidade populacional era de 18,6 hab./km². Dos 2.188 habitantes, o município de Madison estava composto pelo 98,58 % brancos, o 0,23 % eram afroamericanos, o 0,27 % eram amerindios, o 0,18 % eram asiáticos e o 0,73 % eram de uma mistura de raças. Do total da população o 0,09 % eram hispanos ou latinos de qualquer raça.